# Partido Comunista Armenio
El Partido Comunista Armenio (Armenio: Հայաստանի կոմունիստական կուսակցություն, abreviatura ՀԿԿ, Hayastani Komunistakan Kusaktsutyun) es un partido político de Armenia, el más importante entre los partidos de izquierda del país.
Su principal dirigente es Tachat Sargsyan. El Partido cuenta con 18.000 afiliados, publica los periódicos Hayastani Komunist y Pravda Armenii y forma parte de la Unión de Partidos Comunistas - Partido Comunista de la Unión Soviética.

## Ideología

Bandera de la República Socialista Soviética de Armenia, ampliamente usada por los comunistas armenios en la actualidad.

En 1994, el Partido llamó a "una nueva unión con Rusia", afirmando que era la "única salvación" de Armenia. En 2011, miembros del Partido marcharon en Ereván hacia la plaza en honor a Stepan Shahumyan, uno de los primeros revolucionarios comunistas armenios. Portaban pancartas con lemas como "Socialismo", "Viva el Partido Comunista de Armenia", "Abajo el Capitalismo", "Con Rusia por siempre". Su entonces líder, Ruben Tovmasyan, dijo: "La Historia ha probado que Armenia no puede vivir sin Rusia. El momento en que la bandera rusa deje de ondear en Gyumri [referencia a las tropas rusas estacionadas en Armenia], Armenia comenzará a moverse hacia su final y el enemigo nos atacará rápidamente. El Partido Comunista de Armenia siempre ha estado a favor de consolidar las relaciones fraternales entre los pueblos". En una manifestación de 2006, el lema era "Abajo con EE.UU., Siempre con Rusia".
En 2001 el Partido, junto a varios miles de simpatizantes, abogaron por la entrada de Armenia en el Estado de la Unión compuesto por Rusia y Bielorrusia. El Partido también apoyó la creación de la Unión Económica Euroasiática (UEE) y en 2013 celebraron el acceso de Armenia a la UEE como "preludio para la restauración de la Unión Soviética".
El Partido se opone a una mayor aproximación de Armenia a la Unión Europea.
El programa del Partido incluye:
- La transformación de Armenia en una república parlamentaria
- Rechazo a las reformas del mercado de estilo occidental
- Un socialismo que abrace una economía mixta, incluyendo la propiedad privada
- Lazos cercanos con Rusia
- Reconocimiento de la República de Nagorno Karabaj como sujeto de derecho internacional.
- Acceso de Armenia al Estado de la Unión (sin llamar abiertamente a una recreación de la URSS)

## Apoyo popular y resultados electorales
El Partido fue una fuerza política significativa en la década de 1990 bajo el liderazgo de su carismático líder Sergey Badalyan, que murió en 1999. La manifestación por el Primero de Mayo convocada por el Partido en 1994 atrajo entre 10.000 y 60.000 simpatizantes.
Mientras que recibió solo el 12'4% de los votos en las elecciones de julio de 1995, las encuestas realizadas antes y después de la jornada electoral mostraron un apoyo público significativamente mayor para los comunistas armenios. En una encuesta realizada en noviembre de 1994, el 40'1% de las personas encuestadas apoyaba al Partido Comunista, mientras que un año después ese apoyo era del 37'6% de los encuestados.
En un telegrama oficial y clasificado de 2004, firmado por el entonces embajador estadounidense en Armenia sobre los partidos políticos del país, éste escribió que el Partido contaba "con menos de 50.000 miembros a nivel nacional, muchos de los cuales son considerablemente ancianos" y que "ya no era especialmente influyente".
Ha participado en todas las elecciones parlamentarias, pero sin conseguir el tope del 5% de los votos desde 2003. En 2003 el Partido acusó al Gobierno armenio de "falsificaciones masivas". El Partido boicoteó las elecciones parlamentarias de 2018 por primera vez desde el colapso de la Unión Soviética.